# 994B busz (Budapest)
A budapesti 994B jelzésű éjszakai autóbusz a Dél-pesti autóbuszgarázs és Gyál, Ady Endre utca között közlekedik Pestszentimre érintésével, kizárólag egy irányban. Az autóbuszok az Ady Endre utcától 994-es jelzéssel folytatják útjukat a település körbejárásával, majd Budapestre visszatérve is. A viszonylatot a MÁV Személyszállítási Zrt. üzemelteti.

## Története
2005. szeptember 1-jétől a korábbi szolgálati járatot 994-es jelzéssel meghirdetve üzemeltette a BKV, a Dél-pesti autóbuszgarázs és Gyál között, Pestszentimre érintésével. 2014 májusában a járat üzemeltetésével a Volánbuszt bízták meg. 2022. május 14-étől a 89E gyáli szakaszán végighaladó (Erdősor utcai) indulások 994B jelzéssel közlekednek.

## Útvonala
| Gyál, Ady Endre utca felé |
| --- |
| Dél-pesti autóbuszgarázs vá. – Méta utca – felüljáró – Nagykőrösi út – Gyál, Kőrösi út – Kolozsvári utca – Bajcsy-Zsilinszky út – Brassói utca – Erdősor utca – Bem József utca – Kőrösi út – Ady Endre utca mh. |

## Megállóhelyei
Az átszállási kapcsolatok között a 994-es busz nincs feltüntetve.
| 0                                                        | Dél-pesti autóbuszgarázs induló végállomás |           |
| 0                                                        | Nagykőrösi út                              | 923, 948  |
| 2                                                        | Kamiontelep                                |           |
| 2                                                        | Közdűlő út                                 |           |
| 3                                                        | Zöldségpiac                                |           |
| 4                                                        | Pestszentimre felső vasútállomás           |           |
| 4                                                        | Bethlen Gábor utca                         |           |
| 5                                                        | Eke utca                                   |           |
| 6                                                        | Pestszentimre vasútállomás (Nagykőrösi út) | 950, 950A |
| 7                                                        | Csolt utca                                 |           |
| 8                                                        | Ár utca                                    |           |
| 9                                                        | Kalász utca                                |           |
| Budapest–Gyál közigazgatási határa                       |                                            |           |
| 10                                                       | Gyál felső vasútállomás                    |           |
| 11                                                       | Bajcsy-Zsilinszky utca                     |           |
| 12                                                       | Erdősor utca                               |           |
| 13                                                       | Bacsó Béla utca                            |           |
| 14                                                       | Toldi Miklós utca                          |           |
| 14                                                       | Kisfaludy Sándor utca                      |           |
| 15                                                       | Gyál, Bem József utca                      |           |
| 17                                                       | Bocskai István utca                        |           |
| 18                                                       | Somogyi Béla utca                          |           |
| 19                                                       | Ady Endre utca érkező végállomás           |           |
| Az Ady Endre utcától tovább 994-es jelzéssel közlekedik. |                                            |           |

Jegyek és bérletek érvényessége:
Vonaljegy: Dél-pesti autóbuszgarázs – Ady Endre utca
Budapest-bérlet és Budapest-jegyek: Dél-pesti autóbuszgarázs – Kalász utca
Környéki bérlet és környéki helyközi vonaljegy: Kalász utca – Ady Endre utca
Környéki helyi bérlet: Gyál felső vasútállomás – Ady Endre utca